# KkStB 18

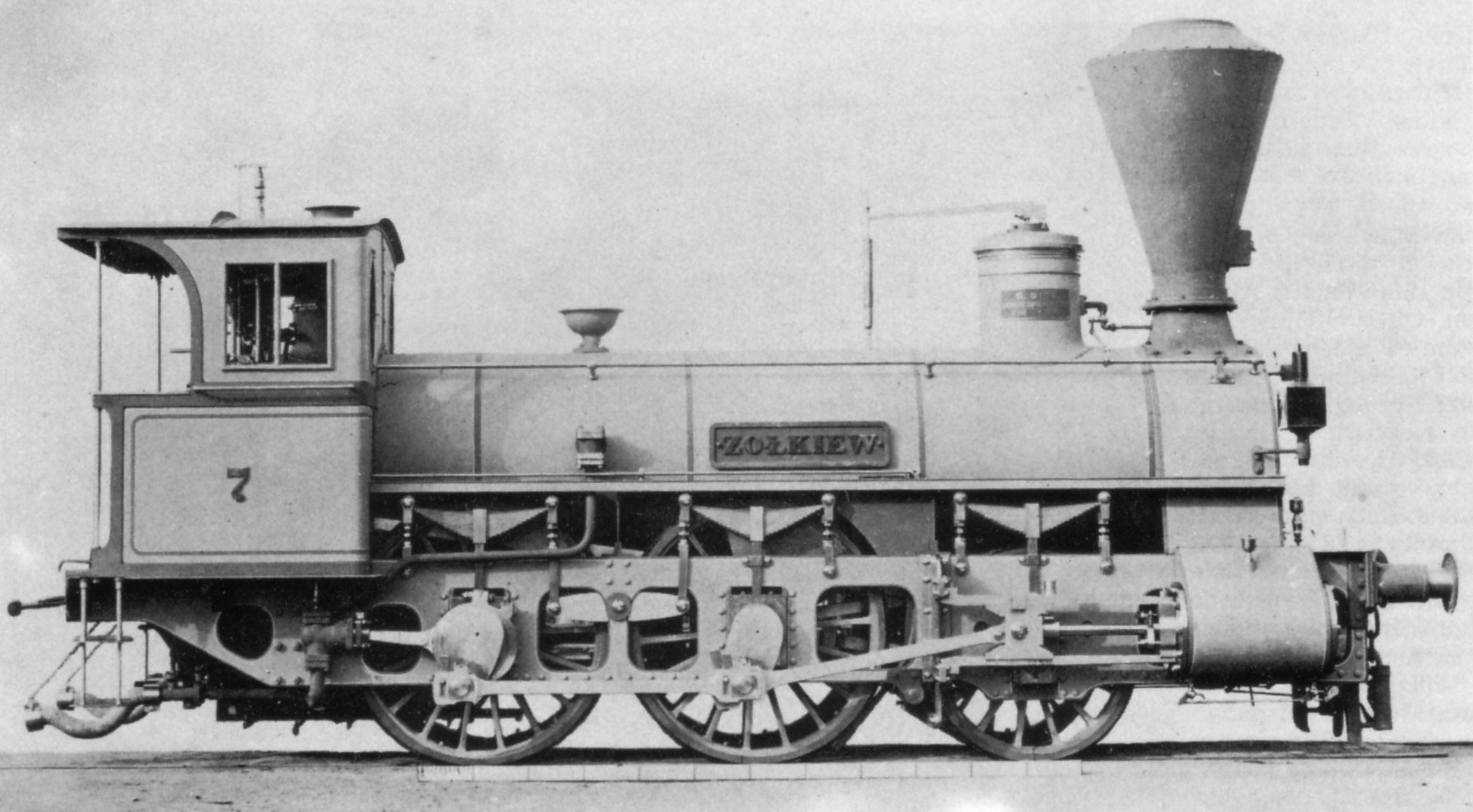
Паротяг "Жовква" Галицької залізниці імені Карла Людвіга

KkStB 18 - паротяг приватних та державних залізниць Австро-Угорщини. (KkStB нім. k.k. Staatsbahnen - Цісарсько-королівська державна залізниця). Паротяг "JAROSŁAW" став першим в історії України, що привів перший поїзд з Перемишля до Львова 4 листопада 1861 о 14.30 год.

## Історія
Паротяги KkStB 18 були поставлені на приватні залізниці:
- Галицька залізниця імені Карла Людвіга (CLB) -
- Львівсько-Чернівецько-Ясська залізниця (EUGE) -
- Богемська Західна залізниця (UWB) -

На Галицькій залізниці імені Карла Людвіга впродовж 1859 - 1862 років Wiener Neustädter Lokomotivfabrik і віденська фабрика Sigl поставили 32 паротяги серій IIa (№9–15, 30–42) і IIb (№16–27), що різнились типом котлів. Вони отримали власні імена MEDYKA, MOSCISKA, GRÓDEK, SANOK, SAMBOR, BEŁŻ, RABA, BRODY, WISNICZ, DUKLA, SNIATYN, PRUT, BUG, SZKŁO, STRYJ, KĘTY, BIALA, DĘBICA, JASŁO, BABIAGORA, ROHACZ, RADYMNO, SŁOTWINA, ŁANCUT, KRASICZYN, WISŁOK, PRZEWORSK, JAROSŁAW, MAGÓRA, WIAR, OLESKO, BUSK. Компанія Sigl поставила 1868 ще чотири паротяги із зміненою конструкцією топок серії IIc (№5–8), що отримали імена GAJE, SOKAL, ŻÓŁKIEW, ZBRUCZ. Власні імена паротягів відмінили 1873 року. Після націоналізації залізниці 1892 паротяги отримали позначення kkStB 18.21–34 (серії IIa und IIb), 18.41–44 (серія IIc).
На Львівсько-Чернівецько-Ясській залізниці по п'ять паротягів 1866 поставили віденська фабрика StEG серії IIIa (№18-22)та фабрика Sigl серії IIIb (№23-27). Вони отримали відповідно імена PIORUN, GROM, STRZAŁA, WIATR, POSPIECH та ISKRA, SWIT, CWAŁ, DZIEŃ, ZMROK. Британська фабрика Neilson & Company з Глазго поставила 1870 паротяги серії IIIb (№ 46–48) з іменами ZORZA, CONIEC, RUCH. Системи котлів паротягів були модернізовані 1880 з підвищенням тиску пару до 8,0 атм. Після націоналізації 1889 паротяги отримали позначення KkStB 18.01–13. Паротяги модернізували 1890 із заміною котлів серії 13, циліндрів, розширенням кабіни. KkStB використовувала паротяги 18 серії до 1908 року.
Впродовж 1861-1864 років 13 паротягів поставили Богемській Західній залізниці. Після націоналізації залізниці 1894 вони отримали позначення kkStB18.51–61.

### Технічні дані паротяга KkStB 18
|                              |                                                                                |
| Розміри                      | Параметри                                                                      |
| Роки випуску                 | 1866, 1870                                                                     |
| Країна-виробник              | Австро-Угорська імперія                                                        |
| Завод-виробник               | - Wiener Neustädter Lokomotivfabrik - Lokomotivfabrik Sigl - Neilson & Company |
| Ширина колії                 | 1435 mm                                                                        |
| Тип                          | 1B n2                                                                          |
| Кількість циліндрів          | 2                                                                              |
| Діаметр циліндрів            | 421 мм                                                                         |
| Хід поршня                   | 632 мм                                                                         |
| Діаметр рухомих коліс        | 1.575 мм                                                                       |
| Діаметр підтримуючих коліс   | 1.258 мм                                                                       |
| Загальна колісна база        | 3.320 мм                                                                       |
| Загальна колісна база×Тендер | 10.300 мм                                                                      |
| Ширина                       | 2,845 м                                                                        |
| Висота                       | 4,530 м                                                                        |
| Тиск пари                    | 6,0 (10) атм.                                                                  |
| Випаровуюча поверхня котла   | 122,0 м²                                                                       |
| Площа пароперегрівача        | 7,4 м²                                                                         |
| Площа колосникових ґрат      | 1,25 м²                                                                        |
| Тендер                       | 20                                                                             |
| Маса паротяга порожнього     | 29,75 т                                                                        |
| Маса паротяга робоча         | 32,35 т                                                                        |
| Швидкість                    | 65 км/год                                                                      |